# Paul Gans

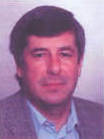
Paul Gans im Jahr 2005

Paul Gans (* 26. Mai 1951 in Ludwigshafen am Rhein) ist ein deutscher Geograph. Er bekleidet derzeit eine Professur (C-4)  für Humangeographie mit Schwerpunkt Wirtschaftsgeographie an der  Universität Mannheim.

## Wissenschaftlicher Werdegang
Paul Gans studierte in Mannheim Geographie und Mathematik. Nach Abschluss des II. Staatsexamens und einer Station als Geographie- und Mathematikstudienrat an einem Ludwigshafener Gymnasium holte ihn Jürgen Bähr als Assistent nach Kiel. Gans promovierte und habilitierte sich bei Bähr über stadtgeographische Themen. Nach der Habilitation arbeitete Gans eine Zeit lang am Institut für Länderkunde in Leipzig (IFL), bevor er Professor an der Pädagogischen Hochschule (PH) Erfurt wurde. 1996 wurde Gans als Nachfolger von Christoph Jentsch an die Universität Mannheim gerufen. Gans leitet inzwischen die Abteilung für Wirtschaftsgeographie in der Fakultät für Rechtswissenschaft und Volkswirtschaftslehre der Universität Mannheim.

## Sonstiges
Paul Gans ist Mitherausgeber der Geographischen Rundschau.
Der GIS-Spezialist Thomas Ott gehört zu den Schülern von Paul Gans.
Weitere Schüler von Paul Gans sind der Geograph Frank Swiaczny (Bevölkerungswissenschaftler) und die Geographin Christina West (Spanienexpertin).

## Werke (Auswahl)
- Raumzeitliche Eigenschaften und Verflechtungen innerstädtischer Wanderungen in Ludwigshafen/Rhein zwischen 1971 und 1978. Eine empirische Analyse mit Hilfe des Entropiekonzeptes und der Informationsstatistik (Dissertation)
- Die Innenstädte von Buenos Aires und Montevideo. Dynamik der Nutzungsstruktur, Wohnbedingungen und informeller Sektor(Habilitationsschrift)